# 빌헬름 브렌네케
빌헬름 브렌네케(Wilhelm Brenneke)는 브렌네케 슬러그탄을 포함한 소화기 탄약의 독일인 발명가였다. 그는 1865년 하노버에서 태어나 1951년에 자연사했다. 브렌네케 회사는 그의 가족 소유로 남아 있으며 여전히 성공적이다.

## 탄약 설계
20세기 초 브렌네케는 M/88 탄약통과 같은 표준 탄약통의 길이 연장 및 기타 치수 변경에 대한 공학적 개념을 실험하고 있었는데, 당시 독일군이 마우저 게베어 98 소총에 사용하여 추가 총구 속도를 얻었다.

### 8×64mm S
1912년 브렌네케는 상업적으로는 다소 실패작인 8×64mm S 탄약통을 새로 설계했다 (8×64mm S는 다른 탄약통을 모체로 하지 않는다). 이 탄약통은 당시 독일군에서 표준으로 사용되던 마우저 게베어 98 소총의 탄도학적 성능 향상 옵션으로 고안된 새로운 소총 탄약통의 예시이다. 전체 길이와 독일 8×57mm IS 군용 탄약통에 비해 약간 더 큰 탄피 머리 직경과 같은 외부 탄피 치수는 적당한 최대 압력 증가와 함께 8x64mm S를 위해 게베어 98 소총을 쉽게 개조할 수 있도록 선택되었다. 그러나 독일군은 8×57mm IS 소총 탄약통을 고수하기로 결정하여, 탄도학적으로 미국 육군의 .30-06 스프링필드 탄약통보다 우수한 더 유리한 총구 면적 대 탄피 부피 비율 때문에 서비스 소총을 재장전하는 것을 피했다.
독일 8×57mm IS 군용 탄피에 비해 외부 탄피 치수를 늘리고 최대 압력을 높여 당시 매우 강력한 새 탄약통을 만드는 브렌네케의 공학적 개념은 본질적으로 건전했으며, 그는 이 방향으로 새로운 탄약통 개발을 계속했다.
8×64mm S 외에도 브렌네케는 다른 8mm 구경에 적합한 8×64mm 변형도 개발했다. 8×64mm 용으로 약실이 있는 소총은 8×57mm I에서 발견되는 초기 더 조밀한 8.07mm(.318인치) I-bore를 사용한다.
1914년 브렌네케는 8×64mm S 및 8×64mm 림리스 변형의 브레이크 액션 소총용 림드 변형을 도입했다. 이 림드 변형은 8×65mRS 및 8×65mmR로 알려져 있다.

### 7×64mm

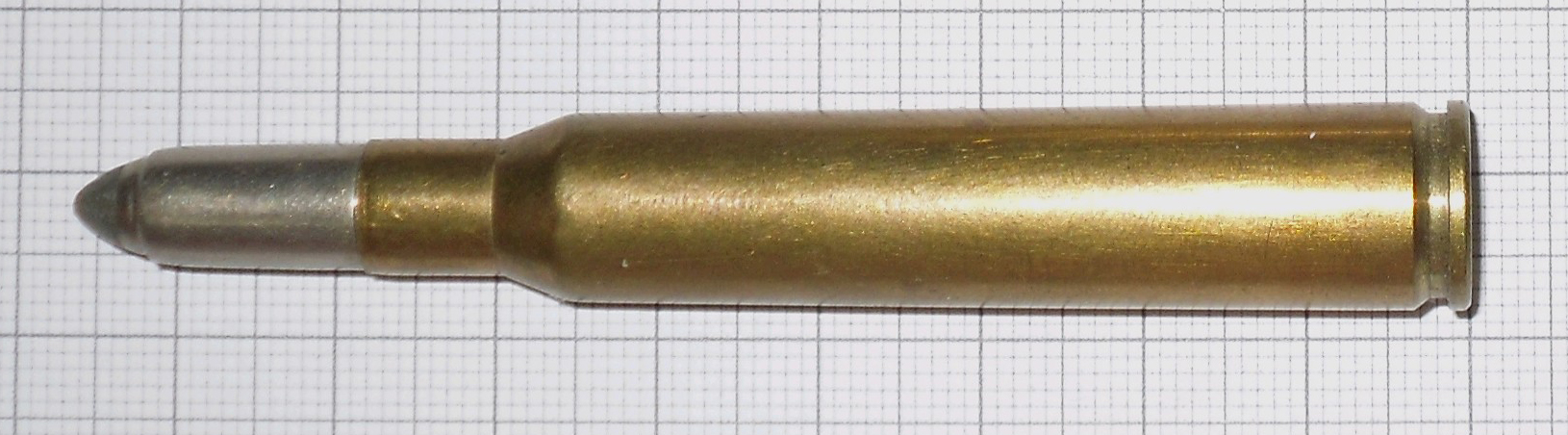
7×64mm 소총 탄약통

1917년 브렌네케는 1912년의 8x64mm S 설계를 7mm 구경으로 축소하여 7×64mm로 도입했고, 이는 상업적으로 큰 성공을 거두었다. 7×64mm는 7×57mm보다 총구 속도를 10~12% 증가시켜 더 평탄한 탄도와 더 긴 사거리 성능을 제공했다. 제1차 세계 대전과 제2차 세계 대전 사이의 기간 동안 7×64mm는 독일 사냥꾼들 사이에서 "기적의 탄약통"으로 자주 간주되었으며, 독일 시장에서는 수십 가지의 다양한 공장 장전이 가능했다. 독일 국방군은 1930년대에 심지어 저격수를 위해 8×57mm IS를 7×64mm로 교체하는 것을 고려할 정도로 높이 평가되었다. 독일 국방군은 1912년 독일군과 마찬가지로 물류 체인을 최대한 단순하게 유지하기 위해 마우저 Kar98k에 8×57mm IS 탄약통을 고수하기로 결정했다.
7×64mm 소총 탄약통 외에도 브렌네케는 1917년에 브레이크 액션 소총용 림드 버전도 설계했다. 이 탄약통의 림드 7×65mmR 변형도 즉시 상업적 성공을 거두었다.

### 9.3×64mm 브렌네케

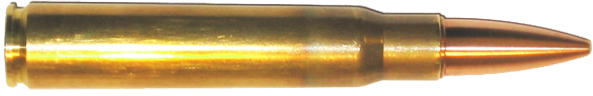
9.3×64mm 브렌네케 소총 탄약통

1927년 브렌네케는 9.3×64mm 브렌네케 탄약통을 새로 설계했다 (9.3×64mm 브렌네케는 다른 탄약통을 모체로 하지 않는다). 이 대형 사냥용 탄약통은 1927년에 상업적으로 도입되었으며, 브렌네케가 설계한 가장 강력한 탄약통이다. 9.3×64mm 브렌네케는 당시 독일군에서 표준으로 사용되던 게베어 98 소총의 마우저 M 98 볼트 액션에서 약실에 삽입하고 완벽하게 작동하는 데 방해가 되는 모양이나 치수적 단점 없이 가능한 가장 큰 탄피 용량을 갖도록 설계되었다.
21세기 러시아군은 드라구노프 저격총의 SVDK 변형인 9.3×64mm 브렌네케용 반자동 갑옷 관통 9SN 탄약통을 개발했다. 이 탄약통은 강철 코어를 가진 16.6g (256gr)의 뾰족한 보트테일 FMJ 탄두를 가지고 있으며, 총구 속도는 770m/s (2520ft/s)이다. 9SN 탄약통은 600 미터 (660 야드)까지의 거리에서 방탄복을 관통할 수 있어야 한다.